# Desirée Rossit
Desirée Rossit (ur. 19 marca 1994 w Udine) – włoska lekkoatletka specjalizująca się w skoku wzwyż.
Czwarta zawodniczka olimpijskiego festiwalu młodzieży Europy w Trabzonie (2011). W 2013 zajęła 10. miejsce na juniorskich mistrzostwach Europy, a dwa lata później była szósta podczas młodzieżowych mistrzostw Starego Kontynentu. Szósta zawodniczka europejskiego czempionatu w Amsterdamie (2016). W tym samym roku reprezentowała Włochy na igrzyskach olimpijskich w Rio de Janeiro, podczas których zakończyła rywalizację na 16. miejscu w konkursie finałowym.
Złota medalistka mistrzostw Włoch.
Rekordy życiowe: stadion – 1,97 (10 czerwca 2016, Bressanone); hala – 1,91 (31 stycznia 2015, Pordenone).

## Osiągnięcia
| Rok  | Impreza                                    | Miejsce         | Pozycja           | Wynik |
| ---- | ------------------------------------------ | --------------- | ----------------- | ----- |
| 2011 | Mistrzostwa świata juniorów młodszych      | Lille Metropole | el. – 17. miejsce | 1,67  |
| 2011 | Letni olimpijski festiwal młodzieży Europy | Trabzon         | 4. miejsce        | 1,75  |
| 2013 | Mistrzostwa Europy juniorów                | Rieti           | 10. miejsce       | 1,78  |
| 2015 | Młodzieżowe mistrzostwa Europy             | Tallinn         | 6. miejsce        | 1,84  |
| 2016 | Mistrzostwa Europy                         | Amsterdam       | 6. miejsce        | 1,89  |
| 2016 | Igrzyska olimpijskie                       | Rio de Janeiro  | 16. miejsce       | 1,88  |
| 2018 | Mistrzostwa Europy                         | Berlin          | el. – 18. miejsce | 1,81  |